# العلاقات الآيسلندية الليختنشتانية
العلاقات الآيسلندية الليختنشتانية هي العلاقات الثنائية التي تجمع بين آيسلندا وليختنشتاين.

## مقارنة بين البلدين
هذه مقارنة عامة ومرجعية للدولتين:
| وجه المقارنة                                              | آيسلندا          | ليختنشتاين                                 |
| --------------------------------------------------------- | ---------------- | ------------------------------------------ |
| المساحة (كم2)                                             | 103.00 ألف       | 16                                         |
| عدد السكان (نسمة)                                         | 317.35 ألف       | 37.47 ألف                                  |
| الكثافة السكانية (ن./كم²)                                 | 3.08             | 234.19 ألف                                 |
| العاصمة                                                   | ريكيافيك         | فادوتس                                     |
| اللغة الرسمية                                             | اللغة الآيسلندية | اللغة الألمانية                            |
| العملة                                                    | كرونة آيسلندية   | فرنك سويسري                                |
| الناتج المحلي الإجمالي (بليون دولار)                      | 23.91 مليار      | 6.29 مليار                                 |
| الناتج المحلي الإجمالي (تعادل القوة الشرائية) بليون دولار | 15.79 مليار      |                                            |
| الناتج المحلي الإجمالي الاسمي للفرد دولار أمريكي          | 50.17 ألف        |                                            |
| الناتج المحلي الإجمالي للفرد دولار أمريكي                 | 46.55 ألف        |                                            |
| مؤشر التنمية البشرية                                      | 0.899            | 0.908                                      |
| رمز المكالمات الدولي                                      | +354             | +423                                       |
| رمز الإنترنت                                              | .is              | .li                                        |
| المنطقة الزمنية                                           | 00، أوروبا/لندن ‏ | توقيت وسط أوروبا، ت ع م+01:00، ت ع م+02:00 |

## منظمات دولية مشتركة
يشترك البلدان في عضوية مجموعة من المنظمات الدولية، منها:
| علم المنظمة | اسم المنظمة                    | تاريخ انضمام آيسلندا | تاريخ انضمام ليختنشتاين |
| ----------- | ------------------------------ | -------------------- | ----------------------- |
|             | الاتحاد البريدي العالمي        | ?                    | ?                       |
|             | رابطة التجارة الحرة الأوروبية  | ?                    | ?                       |
|             | منظمة حظر الأسلحة الكيميائية   | ?                    | ?                       |
|             | منظمة التجارة العالمية         | ?                    | ?                       |
|             | الأمم المتحدة                  | 19 نوفمبر 1946       | 18 سبتمبر 1990          |
|             | منظمة الشرطة الجنائية الدولية  | ?                    | ?                       |
|             | الاتحاد الدولي للاتصالات       | 1 أكتوبر 1906        | 25 يوليو 1963           |
|             | مجلس أوروبا                    | ?                    | ?                       |
|             | المنطقة الاقتصادية الأوروبية   | 1994                 | ?                       |
|             | منظمة الأمن والتعاون في أوروبا | 25 يونيو 1973        | 25 يونيو 1973           |

## وصلات خارجية
- موقع وزارة الخارجية الآيسلندية